# 尼古拉·乌斯特里亚洛夫
尼古拉·瓦西里耶维奇·乌斯特里亚洛夫（俄语：Никола́й Васи́льевич Устря́лов; 1890年11月25日—1937年9月14日），旧译乌斯德烈亚洛夫,是俄国近代史上重要的政治活动家、政论家、法学家，也是路标转换派的代表人物、民族布尔什维克主义的重要先驱之一。大清洗期间,他被指控从事反革命活動，并于1937年9月14日被內務人民委員部处决。

## 早年生涯
1890年11月25日,乌斯特里亚洛夫出生于圣彼得堡的一个中产阶级家庭。 1900年,乌斯特里亚洛夫同全家搬至卡卢加居住后,进入卡卢加皇家中学学习。1908年,以银质奖章从卡卢加皇家中学毕业,并在同年9月进入莫斯科大学法学院学习。大学期间,乌斯特里亚洛夫积极参加立宪民主党活动,并加入莫斯科宗教哲学学会,莫斯科大学哲学小组,莫斯科科学哲学研究会等学术团体。1913年6月1日,乌斯特里亚洛夫从莫斯科大学毕业,获一等文凭。1913年11月,留在莫斯科大学法哲学史与百科全书教研室准备教授职称。1914年春，被莫斯科大学派去德国进修。不过在一战爆发前,乌斯特里亚洛夫就已经回到莫斯科。
1915年12月，乌斯特里亚洛夫通了过"国家法和法哲学"这一专业领域的硕士考试，1916年春又通过了国际法考试。其间,他还完成了《柏拉图的政治学说》和《斯拉夫派的专制思想》这两门课的试讲,被莫斯科大学聘为Privatdozent(类似于讲座教授)。 
1917年，乌斯特里亚洛夫加入立宪民主党，任该党中央委员会的东方部主任。 
尽管乌斯特里亚洛夫的思想从一开始就与同时代的俄国保守派知识分子有所不同，不过他的思想倾向于斯拉夫派，只是他对東正教會的热情不如谢尔盖·布尔加科夫，彼·别·司徒卢威等著名斯拉夫派学者强烈。 
俄国内战爆发后，他支持白军，并在高尔察克领导的临时全俄罗斯政府担任出版局局长。 然而，随着时势的变化，乌斯特里亚洛夫逐渐改变了自己的观点。他开始认为:民族主義应同布尔什维克主义结合，形成一种全新的共产主义,并认为只有这种全新的共产主义才是俄罗斯重新崛起,成为国际霸权的最大希望。

## 思想转变

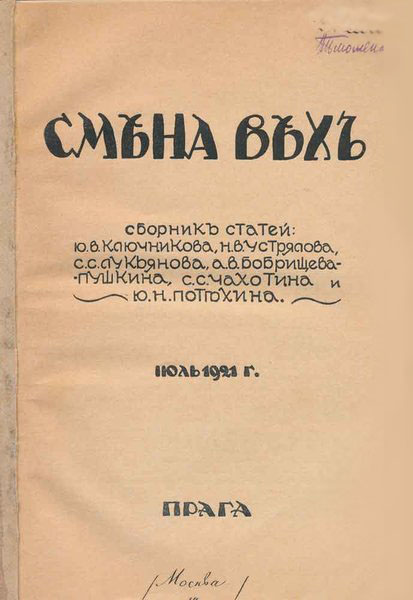
《路标转换》周刊封面(1921年7月号)

乌斯里亚洛夫曾为《大俄罗斯的问题》和《俄罗斯之晨》 这两部刊物撰稿。并在刊物中呼吁斯拉夫人团结，欢呼沙皇专制的推翻。流亡期间，他同其他持不同政见者创办了《Okno》 （《窗口》）杂志，并同其他持不同政见者在 1921 年7月在布拉格出版文集《 Smena vekh 》 （《路标转换》）。同年《路标转换》的作者们还同部分俄国侨民于1921年10月在巴黎出版了周刊 《路标转换》。自此，由乌斯里亚洛夫开创的政治思想流派被世人称作路标转换派(尽管他本人并不喜欢'路标转换'一名)。
乌斯里亚洛夫曾写过《为俄罗斯而斗争》（1920年）和《在革命的标志下》（1925年）等著作。并在其中宣扬俄罗斯民族主义,反对彼·别·司徒卢威的观点。 此外,乌斯特里亚洛夫还声称自己受到阿列克谢·布鲁西洛夫上将等人“为俄罗斯利益而服务于布尔什维克”之举的启发，呼吁白俄侨民应同苏联合作--因为他认为只有苏联的布尔什维克才能保障俄罗斯的安全。 
随着新经济政策出台，乌斯特里亚洛夫认为苏联正逐渐转向“正常化”,并将苏联比喻成"外红内白的萝卜"。 乌斯特里亚洛夫不认为自己是共产主义者，且认为自己鼓吹的意识形态并非舶来之物。但自从他在恩斯特·尼基施的著作中发现“民族布尔什维克”这个术语，他便开始使用这个词指代他的意识形态。 
尽管乌斯特里亚洛夫对苏联满怀热情，但他还是被列宁视为意图对苏联和平演变的'阶级敌人'。1920年，随着高尔察克的政权被苏联红军击败,乌斯特里亚洛夫流亡到哈尔滨, 并担任哈尔滨法政大学的首任校长。

## 回归苏联
自从列宁在1924年1月逝世后,苏联对前右翼知识分子的态度开始有所缓和。1925年，乌斯特里亚洛夫加入了苏联国籍，并在苏联管理下的中东铁路管理局(KVZhD) 担任顾问(历任该管理局的学务处处长，图书馆馆长)。1925年夏,被管理局安排回苏联,参与为期一个半月的“了解苏联教育体制”工作。乌斯特里亚洛夫也借此机会访问了莫斯科和卡卢加，会见了斯捷潘.克切基扬(苏联法学家，乌斯特里亚洛夫的同学)，瓦列里安·穆拉维耶夫（俄国宇宙主义代表人物,曾为斯拉夫派学者）和谢尔盖.科特利亚列夫斯基(乌斯特里亚洛夫上学时的莫斯科大学法学院教授,立宪民主党创始人之一)等在苏联生活的前右翼知识分子。
1935年3月,苏联将中东铁路出售给满铁。1935年4月,中东铁路苏方人员开始由哈尔滨及中东铁路沿线撤退回国.1935年5月19日,乌斯特里亚洛夫与中东铁路管理局局长鲁德义等人一同离开哈尔滨。1935年6月2日，乌斯特里亚洛夫抵达莫斯科。然而,由于其参与过白色运动,直至1935年11月初,苏联政府才安排他到莫斯科运输工程学院任经济地理学教授。
1937年6月6日，乌斯特里亚洛夫因涉嫌间谍罪和“反苏煽动罪”被捕。1937年9月14日,他在莫斯科被判死刑，并于当日执行。1989年9月20日,苏联官方平反乌斯特里亚洛夫。

## 家庭情况
妻子:
- 纳塔莉娅.谢尔盖耶夫娜(1918年结婚）

子女:
- 长女：叶夫根尼娅(1923年生)
- 长子:谢尔盖(1924年生）[15]